# K型潜水艦
K型潜水艦は、ソ連海軍の潜水艦の艦級。正式艦級名称は第14系列潜水艦クルージング（Подводные лодки типа К, «Крейсерская», XIV серии）である。非公式の渾名はカチューシャ級。

## 開発
本型は外洋に進出して敵の対潜哨戒網を突破し、長期間の哨戒・通商破壊などを遂行可能な能力を要求された。更には、水上艦隊に同伴し、艦隊決戦にも参加できる艦隊潜水艦としての運用も想定された。運用概念としては、大日本帝国海軍の対米海軍作戦である漸減作戦と類似した役割を与えられていた。
本型以前に登場した航洋潜水艦および艦隊潜水艦は、D型潜水艦およびP型潜水艦があるが、これらは性能不足であり、失敗作であった。本型は艦隊潜水艦として運用可能な能力を持たせるべく、通信装置強化・武装強化・水上速力、航続距離増加などが意図された。

## 特徴
主機には新規開発した大出力のディーゼルエンジンおよび電動機を採用した。船殻は軽量化のため薄い高張力鋼を使用し、一部は溶接により接合されたため、P型同様、やはり船体強度不足に悩まされた。特に溶接接合部は強度不足であり、亀裂や変形が続出した。
居住性向上のため、浴室やシャワー室も設置された。そのため大量の淡水が必要とされたが、海水淡水化によりこれを解決する筈だった。だが、海水蒸留装置の開発失敗により、それらは撤去された。また火器管制装置として、魚雷軌道修正用の簡易的なアナログコンピューターも搭載されていた。

## 建造
1936年に建造が開始され、10年間で62隻が完成する予定であった。しかし、第二次世界大戦の影響で建造計画は中止され、完成数は12隻に留まった。建造価格は1隻18万ルーブル前後である。大戦中は5隻が沈没し、残る7隻は1950年代末までに退役した。
K型は第二次世界大戦中にソ連が運用した最大の潜水艦であり、アメリカ海軍のガトー級潜水艦、日本海軍の海大型潜水艦・巡洋潜水艦、ナチス・ドイツ海軍のUボートIX型に匹敵する大型潜水艦であった。